# New York Mercantile Exchange

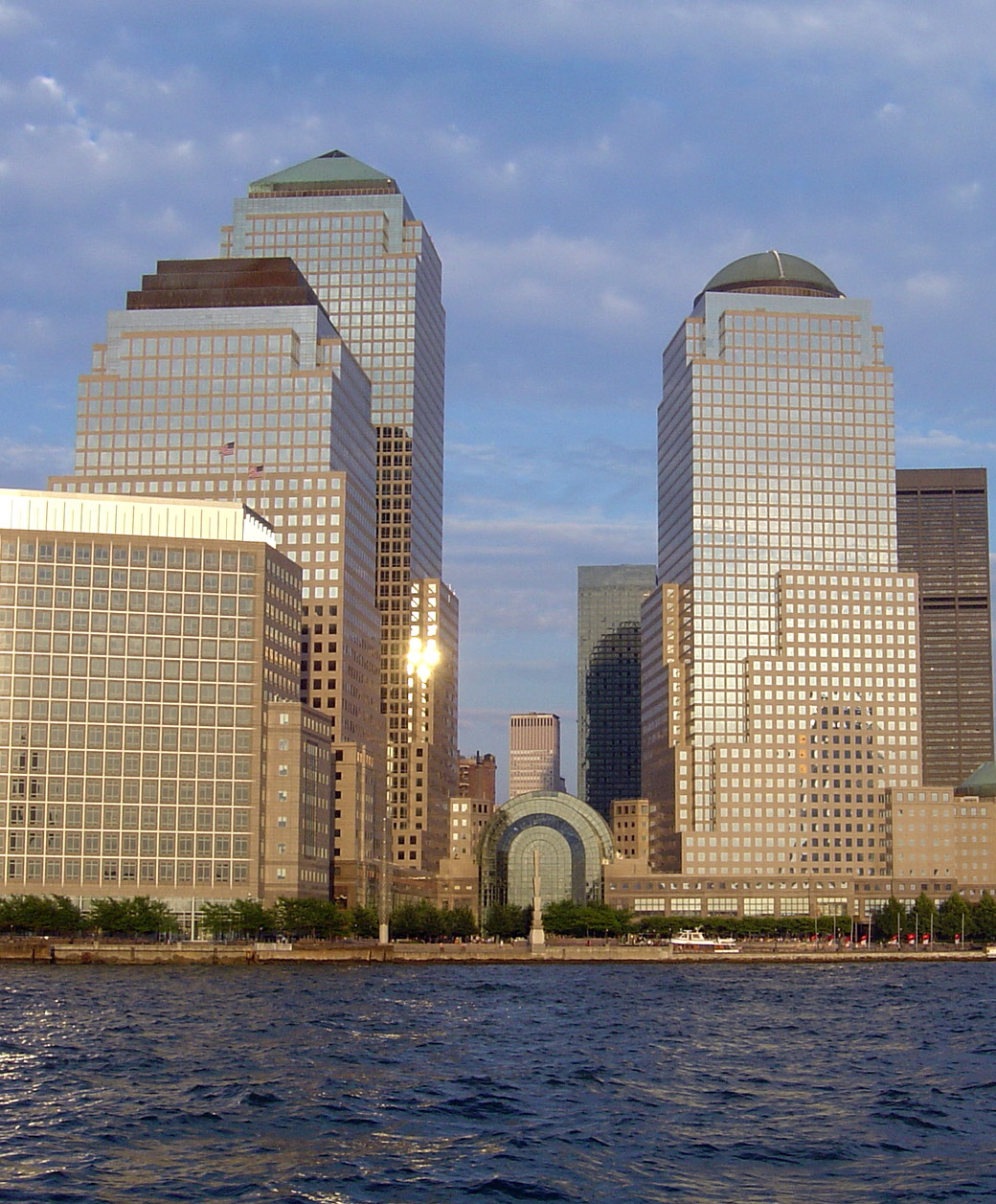
Vista del complejo del World Financial Center en Nueva York, donde se encuentra la sede de la New York Mercantile Exchange.

La New York Mercantile Exchange (NYMEX) es una bolsa de materias primas, con sede en la ciudad de Nueva York (Estados Unidos), perteneciente a CME Group de Chicago desde 2008. La sede de NYMEX en Nueva York se encuentra en la One North End Avenue, en el World Financial Center en la sección de Battery Park City de Manhattan. La entidad cuenta con sedes también en las ciudades de Boston, Washington D. C., Atlanta, San Francisco, Dubái, Londres y Tokio. 
En esta bolsa, creada a mediados del siglo XIX, se contratan fundamentalmente derivados financieros (futuros y opciones) de metales preciosos (oro, plata, platino, paladio...) y productos energéticos como petróleo o gas natural. La operativa en este mercado se realiza básicamente a través de una plataforma electrónica, aunque todavía un muy reducido número de operaciones se realizan materialmente en los corros de su sala de operaciones de Nueva York. 
- Datos: Q120233
- Multimedia: New York Mercantile Exchange / Q120233